# Битва за монастырь Святых Апостолов

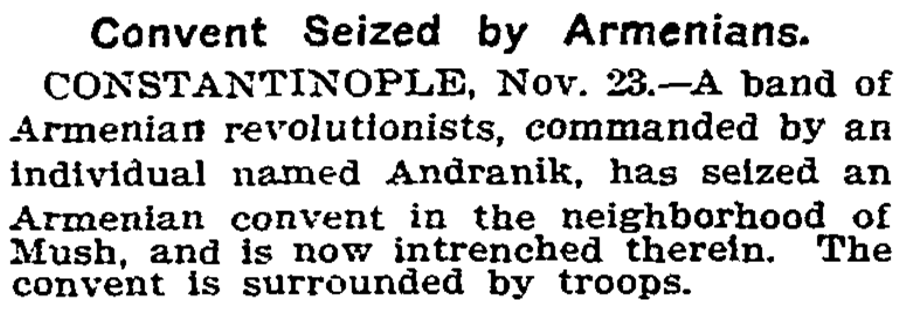
сообщение о сражении в The New York Times

Битва за монастырь Святых Апостолов (арм.  Առաքելոց վանքի կռիվը, Ařak’elots vank’i křivë) — вооружённый конфликт в ноябре 1901 года, между военными подразделениями Османской империи и армянским отрядом бойцов национально-свободительного движения (федаи), укрепившихся в монастыре Святых Апостолов (Сурб Аракелоц ванк), расположенного в 5 километрах южнее города Муш, Османской империи.
Конфликт длился около 25 дней.
Армянская сторона ставила цель привлечь мировое внимание к тяжёлым условиям существования и к угрозе жизни всего армянского населения на территории Западной Армении (Восточной Анатолии) Османской империи. Операция была осуществлена отрядом Андраника Озаняна совместно с Геворгом Чаушем, Себастаци Мурадом (арм. Սեբաստացի Մուրադը), Акопом Котеяном (арм. Յակոբ Կոտոյեանը), Сейто Погосом (арм. Սէյտօ Պօղոսը) и др., общим числом около 40 бойцов и 8-10 крестьян. В монастыре находились ещё несколько священнослужащих с 60-70 сиротами под своей опекой и обслуга, всего в количестве oколо 80 человек.
Османскими полком в составе 5 батальонов, общим количеством до 6000 солдат, командовали Ферик паша и Али паша.
Предводителем монастыря Святых Апостолов был Архимандрит Оганес Мурадян.

## Исторические предпосылки

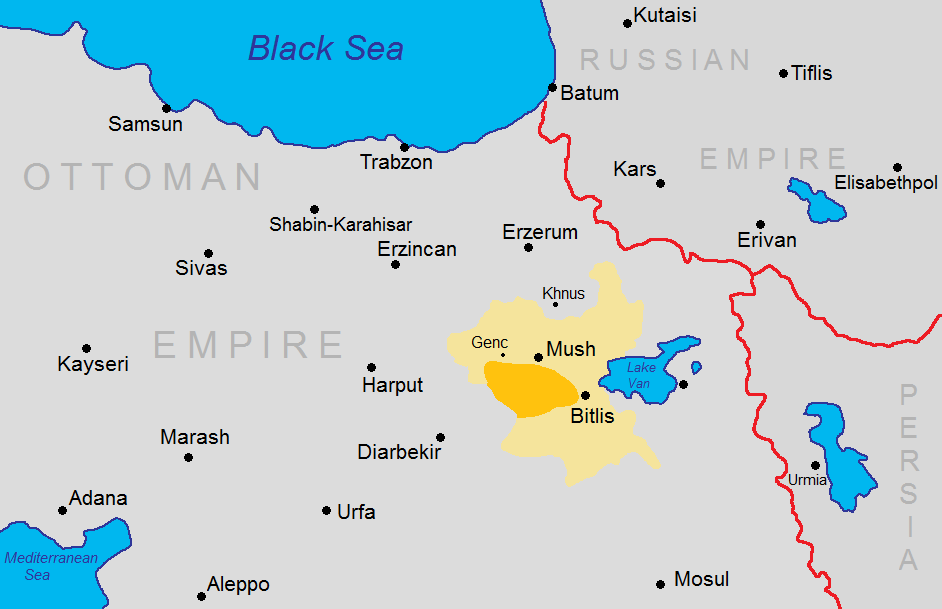
Районы Муша и Сасуна
В 1894 году, султан Абдул-Хамид II ужесточил гонения на армянский народ, которые предшествовали Абдулл-Хамидовской резне 1894—1896 годов, когда были совершены массовые убийства армян. Эти события усилили национально-освободительные настроения среди армянского населения. Социал-демократическая партия Гнчакян и Армянская Революционная Федерация (Дашнакцутюн), были двумя организациями, стоящие во главе армянского национального движения и были активны в регионе. В 1899 году были убиты несколько предводителей армянского национального движения (федаинов). Андранику Озаняну было поручено руководство всеми силами сопротивления, сосредоточенными в районах Муша и Сасуна. Под защиту и командование Андраника входили 38 деревень.
Желая привлечь внимание иностранных государств, в частности консулов в Муше, к тяжелому положению, а также нависшей угрозе существованию армянского населения, Андраник Озанян и Акоп Котоян (по прозвищу Хаджи Акоп) с соратниками, решили разработать план вооружённой операции, которая привлекли бы внимание общественности и могла бы дать проблеск надежды угнетаемым армянам в Восточных провинциях.
Из воспоминаний Андраника Озаняна:

«В селе Киликузан созвали тайное совещание среди наших бойцов. Я, Геворг, Арутюн, Вагаршак и Хаджи Акоп. Целью нашего совещания было найти средство или выход, чтоб сократить страдания нависающие над армянским народом и прекратить грабежи и притеснения со стороны курдов и турок, поскольку курды и турки, свободно и без страха за содеянное, в армянских селениях могли совершать преступления и всякого рода насилие, а власти видя всё это не наказывали, не пресекали и не обличали их».
Оригинальный текст (арм.)Կէլիկուզան գիւղին մէջ մեր զինուորներէն գաղտնի խորհրդակցական ժողով մը գումարեցինք։ Ես, Գէորգ, Յարութիւն, Վաղարշակ եւ Հաճի Յակոբ։ Մեր խորհրդակցութեան նպատակն էր միջոց մը եւ ճամբայ մը գտնել, Հայ ժողովուրդին վրայ ծանրացող տառապանքը մեղմելու եւ թրքական ու քրտական հարստահարութիւններն ու հալածանքները դադարեցնելու, քանզի Քիւրտն ու Թուրքը ազատ եւ անվախ Հայ գիւղերուն մէջ իրենց ոճիրներն ու ամէն տեսակ բռնութիւնները կը գործադրէին եւ կառավարութիւնը այս բոլորը տեսնելով չէր պատժեր, չէր սանձահարեր եւ չէր սաստեր:

## Битва
В то время, как турецкие солдаты искали фидаинов на Мушской равнине, 3 ноября 1901 Андраник с 30 бойцами (Геворч Чавуш, Арутюн, Вагаршак, Газар, Мисак, Вартан и др.) спустились с гор, к ним присоединился отряд Себастаци Мурада (арм. Սեբաստացի Մուրադ). Предварительно подготовив и укрепив заградительные и оборонительные сооружения, запасшись провиантом, оружием и боеприпасами, отряд Андраника занял оборону в монастыре Святых Апостолов, что в 5 километрах южнее города Муша. В монастыре собралось около 40 бойцов и 8-10 вооружённых молодых парней-крестьян из ближайших деревень, кроме них в монастыре находились священники, 60-70 сирот, их учителя и подсобные рабочие, в количестве около 80 человек.

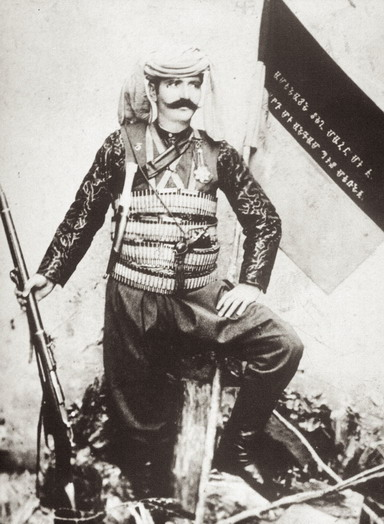
Андраник в 1900 годах
Власти, узнав, что в монастыре Святых Апостолов расположились вооружённые повстанцы, направили войска для их уничтожения. Полк, в составе 5 батальонов, под командованием Ферика паши и Али паши, с 6000 солдатами, 7 ноября к 7 часам вечера достиг и осадил уже хорошо укреплённый монастырь. Началась битва за монастырь Святых Апостолов. Только за три дня непрерывных атак, в турецком лагере потери в живой силе составили более 1200 убитых и раненных. После неудачных попыток взятия монастыря и многочисленных потерь, в том числе из-за холодной погоды и эпидемий, турецкое командование вынуждено было пойти на переговоры. На 19 день, от турецкого командования поступили предложения осаждённым об условиях капитуляции и сдачи монастыря. После долгих переговоров, в которых приняло участие и армянское духовенство, а также глава Муша и иностранные консулы, на 24-й день военного конфликта, когда уже иссяк запас боеприпасов, Андраник и его соратники приняли решение об отходе из монастыря. Они прошли сквозь осаду и ушли небольшими группами в горы.
Так описывает Лев Троцкий действия Андраника:

«…Андраник одев форму турецкого офицера … обошёл вокруг всех осаждающих, говоря с ними на превосходном турецком (he went the rounds of the entire quard, talking to them in excellent Turkish), … и в то же время показывая путь отхода своим людям (at the same time showing the way out to his own men)»

## Послесловие
События монастыря Святых Апостолов укрепило авторитет Андраника и сделали его легендой среди армян. "Андраник не человеческое существо, он призрак, " — так высказывались о нём турки после того как он исчез. Курды верили, что Андраник паша когда ночью снял с себя бурку, из неё выпали множество пуль.
.
Жизнь Андраника Озаняна была полна героизмом и беззаветным служением своему народу.
В 1924 году, в Бостоне, Андраник опубликовал свои мемуары «The Battle of Holy Apostles' Monastery by Gen. Andranik»
«Было необходимо показать турецким и курдским народам, что армянин может взяться за оружие, что армянское сердце может бороться и защищать свои права.»

It was necessary to show to the Turkish and Kurdish peoples, that an Armenian can undertake a gun, that an Armenian heart can fight and protect his rights.
Andranik, 1924